# Intelligent Systems
K.K. Intelligent Systems (jap. 株式会社インテリジェントシステムズ, Kabushiki-gaisha Interijento Shisutemuzu, engl. Intelligent Systems Co., Ltd.) ist ein japanischer Spieleentwickler. Das Team zeichnet verantwortlich für die Entwicklung zahlreicher erfolgreicher Videospiele aus bekannten Nintendo-Spielreihen, darunter Metroid, Kid Icarus, Wars und Fire Emblem. In der Vergangenheit programmierten sie außerdem viele der Entwicklungswerkzeuge von Nintendo, wie den Super Nintendo Emulator SE.

## Geschichte
Intelligent Systems entstand im Dezember 1986, als einige Mitglieder von Nintendos R&D1-Team unter Gunpei Yokoi ein neues Entwicklungsteam bildeten.
Während der SNES-Ära war Intelligent Systems intern in verschiedene Teams gespalten: Team Deer Force, verantwortlich für die Programmierung von Super Metroid, Team Battle Clash (Super-Scope-Spiele), Team Emblem (Fire Emblem) und Team Shikamaru (Mario Paint).
Zurzeit entwickelt das Team Spiele für den Nintendo 3DS und die Nintendo Switch. Ursprünglich befand sich das Studio im Nintendo-Bürogebäude Kyoto Research Institute, zog im Oktober 2013 jedoch in ein neu erbautes Gebäude in der Nähe des Nintendo-Hauptquartiers um.

## Einige Spiele von Intelligent Systems

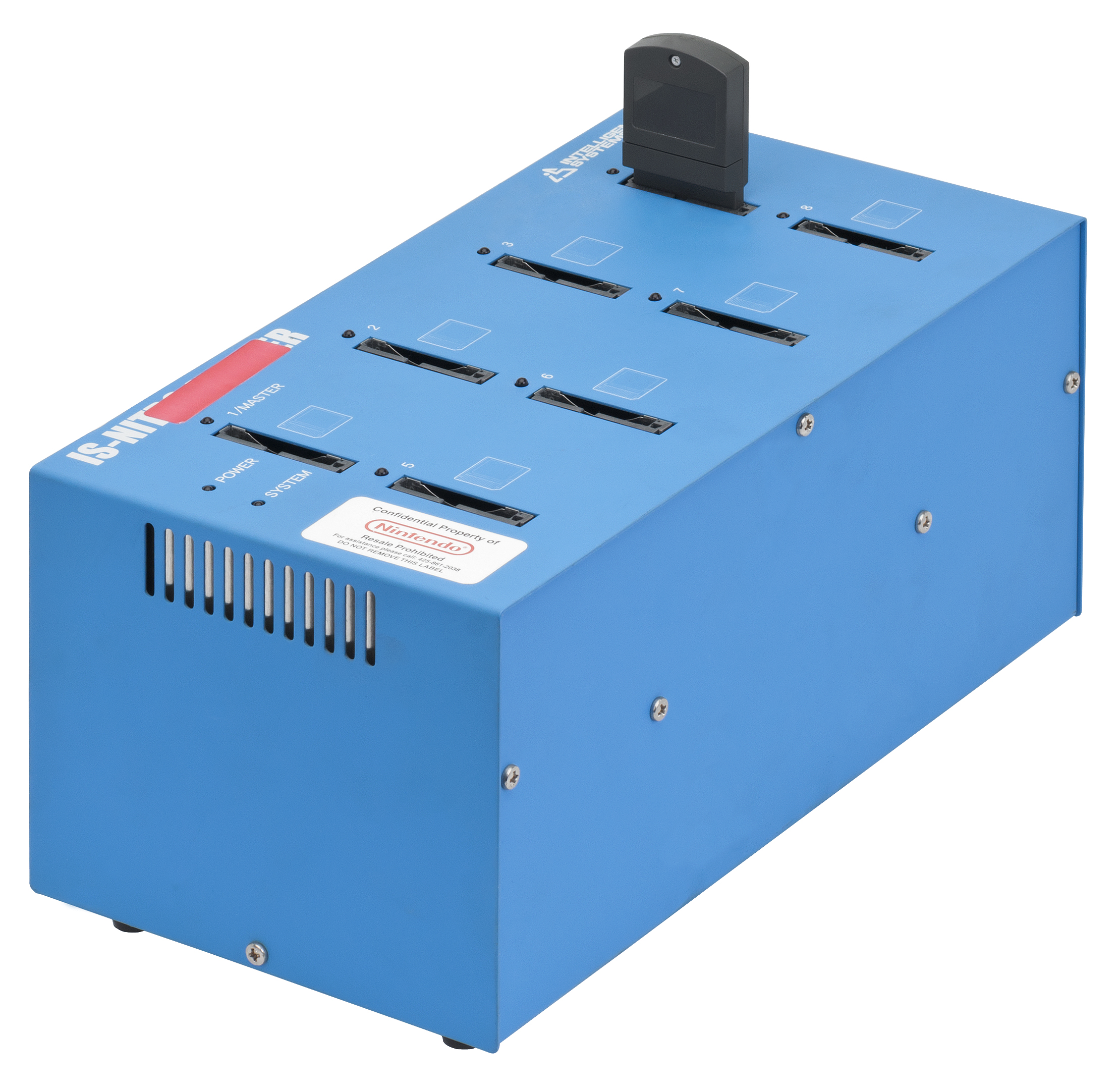
Eine von Intelligent Systems hergestellte Entwicklerhardware, mit der Nintendo-DS-Spiele entwickelt und getestet werden können

(Jahreszahlen der Erstveröffentlichung – meist in Japan)
- Duck Hunt (1984, NES) – war dem NES beigelegt
- Metroid-Reihe (ab 1986, NES, SNES, Game Boy, Game Boy Advance, Nintendo Switch Online)
- Kid Icarus (1986, NES, Nintendo Switch Online)
- Nintendo-Wars-Reihe (ab 1988, Famicom, Super Famicom, Game Boy)
- Alleyway (1989, Game Boy) – einer der Game-Boy-Starttitel
- Fire-Emblem-Reihe (ab 1990, Famicom, NES, Super Famicom, SNES, Game Boy Advance, GameCube, Wii, DS, Nintendo Switch Online)
- Panel-de-Pon-Reihe (ab 1995, SNES, GBA, N64, NGC, NDS, Wii-VC)
- Paper Mario (2000, Nintendo 64, Wii U-VC)
- Mario Kart: Super Circuit (2001, Game Boy Advance, Wii U-VC)
- Advance-Wars-Reihe (ab 2001, Game Boy Advance, Nintendo DS) – Fortsetzung der Nintendo-Wars-Reihe
- WarioWare-Reihe (ab 2003, Game Boy Advance, Nintendo DS, Wii)
- Paper Mario: Die Legende vom Äonentor (2004, GameCube)
- Super Paper Mario (2007, Wii)
- Pullblox (2011, 3DS-Download)
- Fallblox (2012, 3DS-Download)
- Paper Mario: Sticker Star (2012, 3DS)
- Fire Emblem: Awakening (2013, 3DS)
- Game & Wario (2013, Wii U)
- Pullblox World (2014, Wii U)
- Code Name S.T.E.A.M. (2015, 3DS)
- Mario & Luigi: Paper Jam Bros. (2015, 3DS)
- Fire Emblem Fates (2016, 3DS)
- Paper Mario: Color Splash (2016, Wii U)
- Fire Emblem Heroes (2017, Android, iOS)
- Fire Emblem Echoes: Shadows of Valentia (2017, 3DS)
- Fire Emblem Warriors (2017, New 3DS & Switch)
- WarioWare Gold (2018, 3DS)
- Fire Emblem: Three Houses (2019, Switch)
- Paper Mario: The Origami King (2020, Switch)
- WarioWare: Get It Together! (2021, Switch)
- Fire Emblem Engage (2023, Switch)
- WarioWare: Move It! (2023, Switch)
- Paper Mario: Die Legende vom Äonentor HD (2024, Switch)